# Moderna
Moderna (/məˈd[unsupported input]nə/ mə-DUR-nə)  este o companie americană farmaceutică și biotehnologică cu sediul în Cambridge, Massachusetts. Se concentrează pe descoperirea medicamentelor, dezvoltarea medicamentelor și tehnologiile de vaccinare bazate pe ARN mesager (ARNm). Platforma tehnologică Moderna introduce mARN sintetic modificat cu nucleozide (modARN) în celulele umane. Acest mARN apoi reprogramează celulele pentru a determina răspunsuri imune. Moderna dezvoltă vaccinuri  terapeutice ARN⁠(d) livrate în nanoparticule lipidice, folosind ARNm cu nucleoside de pseudouridină⁠(d). Candidații sunt proiectați să aibă pliere îmbunătățită și eficiență de translație prin mutageneză⁠(d) inserțională.